# Ангелы Монса

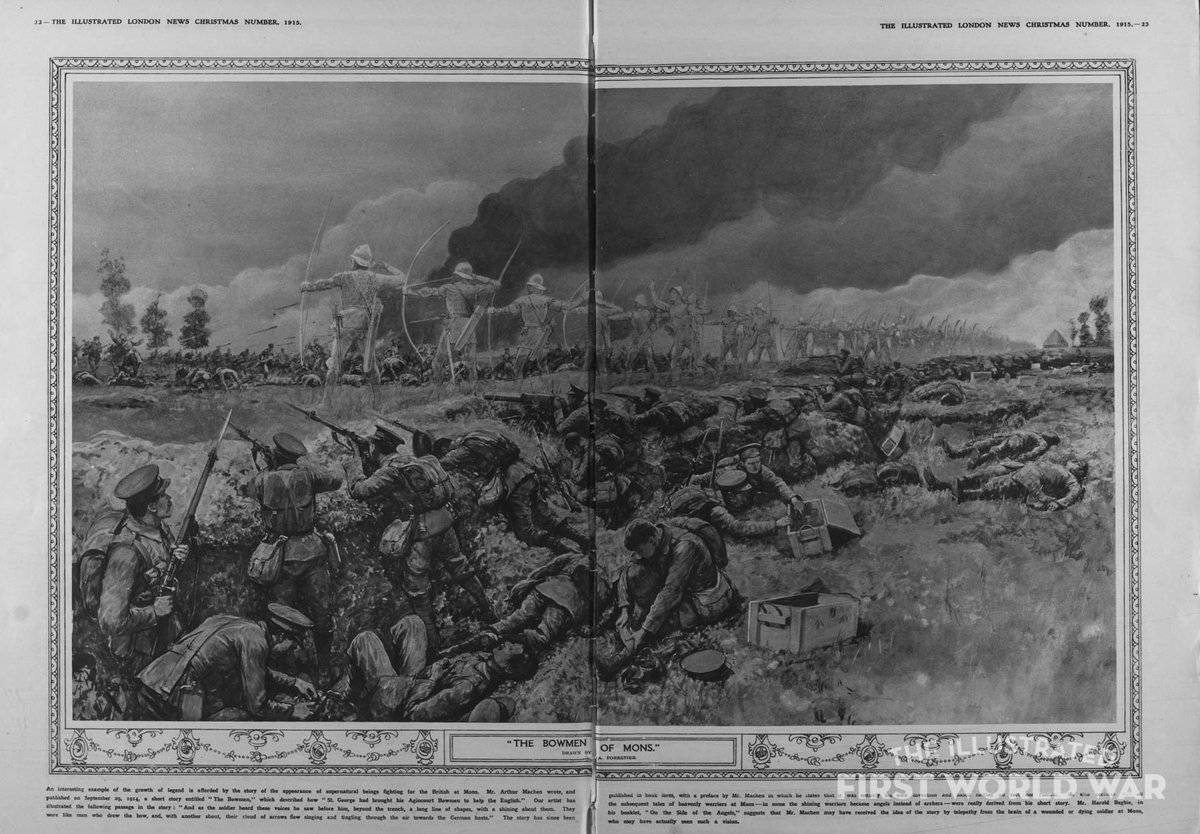
Иллюстрация на развороте выпуска The Illustrated London News от 29 ноября 1915 г. Призрачные лучники Монса сражаются с немцами.

Ангелы Монса или Монсские ангелы (ориг. англ. The Angels of Mons) — городская легенда об одном из эпизодов битвы при Монсе, случившейся 23 августа 1914 года в ходе Первой мировой войны. 
Считается, что первоисточником легенды послужил очерк британского писателя из Уэльса Артура Мейчена «Лучники» (англ. The Bowmen) от 29 сентября 1914 года, опубликованный в газете Evening News, который в то время был воспринят читателями как в определённой степени правдивая история. В ночь с 22 на 23 августа 1914 года под бельгийским городом Монс в бою сошлись Британские экспедиционные силы под командованием фельдмаршала Джона Френча и генерала Горация Смита-Дорриена и 1-я германская армия генерал-полковника Александра фон Клюка. Британские войска в ходе короткого сражения, несмотря на численное превосходство противника, нанесли ему тяжёлые потери, но из-за угрозы окружения срочно отступили на следующий день. Согласно общему описанию легенды, британским солдатам стали являться разные прозрачные фигуры людей, которые то появлялись, то исчезали. По одной версии, это были ангелы, по другой — призрачные фигуры английских лучников, участвовавших в битве при Азенкуре, которые посылали фантомные стрелы во врагов. Британцы под влиянием увиденного воспряли духом и в ходе нескольких атак нанесли немцам урон, сдержавший ненадолго их наступление.

## Содержимое легенды

### Рассказ Артура Мейчена
В рассказе «Лучники» утверждается, что один из британских солдат, который молился Святому Георгию, завидел силуэт лучника-участника битвы при Азенкуре, который послал стрелу-фантом в одного из немецких солдат, и это явление якобы подняло боевой дух британцев. Рассказ Мейчена сочли за правду, однако в том же выпуске газеты «Evening News» эту историю опубликовали под другим авторством с названием «Наш краткий рассказ» (англ. Our Short Story) и от первого лица, что больше походило на знакомую Мейчену технику составления фальшивок. От автора позже потребовали предоставить доказательства того, что событие имело место, но он стал уверять, что всё описанное им являлось исключительно выдумкой, а сам он не желал обманывать кого-то и раздувать тем самым скандал.

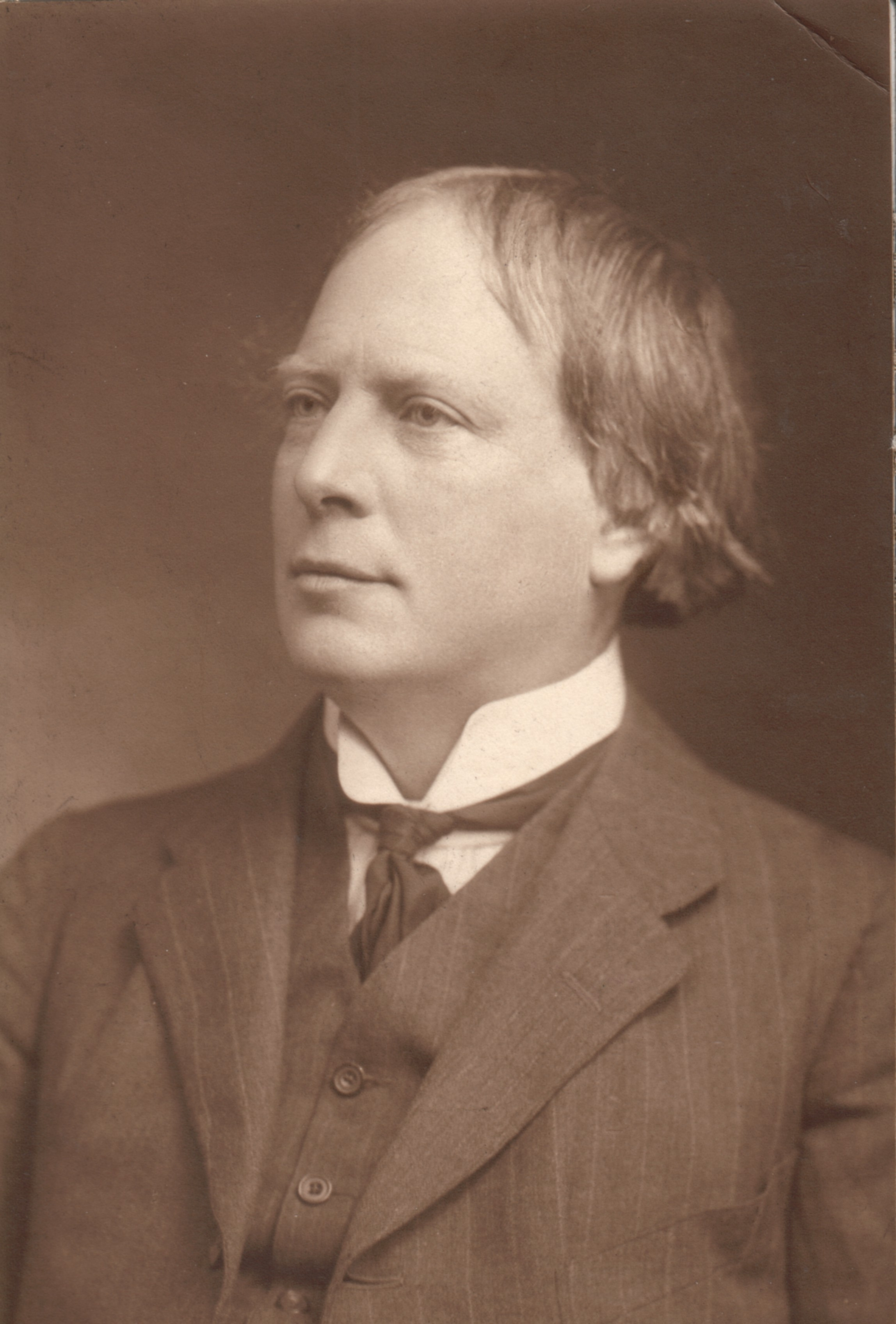
Артур Мейчен

Через несколько месяцев к Мейчену обратились сотрудники нескольких приходских журналов с просьбой разрешить им перепечатать историю, на что он дал своё согласие. В книге 1915 года «Лучники и другие легенды о войне» в предисловии Мейчен пишет, что один из священников, являвшийся редактором одного из журналов, обратился с просьбой перепечатать рассказ в форме памфлета и написать краткое предисловие с первоисточниками. Мейчен ответил, что всё, что он рассказал, является выдумкой, однако священник не унимался и настаивал на том, что рассказ «выдумкой быть не может». В предисловии Мейчен отметил:

Оказалось, что моя простая фантазия была принята на веру прихожанами этой церкви подобно убедительнейшему из фактов. Тогда до меня стало доходить, что если в искусстве писать правду я потерпел неудачу, то преуспел в искусстве выдумывать. Думаю, это случилось как-то в апреле, а снежный ком слухов, который на меня катился тогда, всё ещё катится и разрастается, раздувшись до чудовищных размеров.
Оригинальный текст (англ.)It seemed that my light fiction had been accepted by the congregation of this particular church as the solidest of facts; and it was then that it began to dawn on me that if I had failed in the art of letters, I had succeeded, unwittingly, in the art of deceit. This happened, I should think, some time in April, and the snowball of rumour that was then set rolling has been rolling ever since, growing bigger and bigger, till it is now swollen to a monstrous size.

Однако в те времена стали появляться разнообразные рассказы, представленные как основанные на реальных событиях: в некоторых из этих рассказов утверждалось, что на трупах некоторых немецких солдат были найдены не пулевые и не осколочные ранения, а ранения, характерные для попадания стрел. Герой рассказа Мейчена видел «большую шеренгу фигур со свечением над ними», а Альфред Перси Синнетт даже добавил, что очевидцы видели эту шеренгу фигур аккурат между британской и немецкой армиями. Из рассказа валлийского писателя легенда эволюционировала в легенду об ангелах Монса, что рассматривал позже Гарольд Бегби в своей книге «На стороне ангелов: ответ Артуру Мейчену» (англ. On the Side of the Angels: A Reply to Arthur Machen).

### Ангелы Монса
24 апреля 1915 года в журнале «Spiritualist» появилась заметка о неких паранормальных явлениях — видениях, которые помогли британцам в решающий момент сбить атакующие порывы немцев, что привело позже к волне безумных слухов и подобных историй. Одни авторы утверждали, что на поле появились фигуры лучников с длинными луками и святой Георгий, другие — что это было просто странное светящееся облако, но чаще всего люди говорили о появлении ангелов со средневековым оружием. Особо рьяные верующие и вовсе утверждали, что англичанам помогал Господь, поскольку те стояли за правое дело и хотели отомстить за «изнасилование Бельгии», как называли действия немцев на оккупированной Бельгии; также в эту историю вписали и легенду о распятом канадском солдате, которая появилась на полгода позже событий битвы при Монсе, во время второй битвы при Ипре.
В мае 1915 года резонанс усилился: особо рьяные верующие уверяли, что появление ангелов свидетельствовало о Провидении на стороне Антанты, и новость разошлась стремительно по свету. В августе Мейчен, который был возмущён случившимся, предпринял попытку переписать историю в виде книги с большим предисловием, в котором утверждал о вымышленности описываемых событий. Книга стала бестселлером, однако это привело к тому, что появилось ещё больше публикаций, утверждавших о реальности появления ангелов на поле боя под Монсом. Дальнейшие попытки Мейчена убедить общественность успеха не имели, поскольку его стали обвинять чуть ли не в предательстве родины и антибританской пропаганде. Среди публикаций стали появляться песни и даже картины художников об ангелах. Новые сообщения о явлениях включали и появление Жанны д’Арк.
Кевин Макклюр изучал два типа свидетельств — к первому относились полностью совпадавшие с рассказом Мейчена, к другому рассказы с иными деталями. Во время большого интереса со стороны СМИ все сообщения о подобных явлениях или проявлениях чего-то сверхъестественного были лишь перепечатками уже существовавших, а их отправляли те солдаты, которые в битве даже не участвовали. В 1915 году Общество психических исследований, занимавшееся изучением паранормальных явлений и их классификацией, по итогам расследования заявило, что не было источников «ни из первых рук, ни из вторых рук», которые подтвердили бы факт сверхъестественного происшествия на поле сражения при Монсе, а все рассказы о видениях были основаны на слухах, а не на каких-то авторитетных источниках.
Ещё одним аргументом в пользу выдуманности считается тот факт, что все сообщения указывались со ссылкой на неназванных британских офицеров, что затрудняло факт доказательства реальности событий. Самое последнее по хронологии расследование, проведённое Дэвидом Кларком, показывало, что упомянутые британские офицеры могли быть частью операции военной разведки, которая могла бы поднять боевой дух британцев с помощью агитационной пропаганды и затруднить действия немцев путём дезинформации. На фоне торпедирования «Лузитании» и бомбардировок британских городов цеппелинами британцам нужно было вернуть веры в собственные силы, чтобы хотя бы морально подготовиться к решительным боям и добиться успеха на Западном фронте. Отсутствие имён у офицеров списывалось по этой теории на соображения конфиденциальности и безопасности.
Собственно некоторые участники сражения при Монсе утверждали, что видели призраки кавалеристов, но при отступлении, а не во время битвы. Более того, эти видения даже не пытались нападать или задержать немцев, что разрушало все аргументы о правдоподобности рассказа Мейчена и последующих свидетельств. Отсюда, по мнению Кларка, вытекал вывод о том, что уставшим и вымотанным бесконечными боями и бессонными ночами солдатам являлись галлюцинации. В качестве вывода Кларк полагает, что рассказ Мейчена и стал поводом для последующих подобных заявлений и утверждений, которые поднимали боевой дух, однако к концу 1915 года интерес к вопросу реальности свёлся на нет.

## Легенда после войны
Историю пересказывали и после войны, но уже не приводили аргументов в пользу её реальности от имени участников битвы при Монсе. В 1931 году в мемуарах бригадного генерала Джона Чартериса «В генеральном штабе» (англ. At G.H.Q.) упоминалась история об «ангеле Господнем, одетом в белые одеяния, державшем огненный меч и появившемся перед немецкими силами в битве при Монсе, сорвавшем тем самым их наступление», которая была популярна в сентябре 1914 года (указывается дата 5 сентября) среди личного состава 2-го армейского корпуса, которые участвовали в битве. Чартерис, однако, не служил во 2-м корпусе и не комментировал с точки зрения очевидцев, что доказывает его переписка военных лет; более того, документы сентября 1914 года не подтверждают сам факт упоминания истории в том месяце, вследствие чего возникло предположение, что Чартерис «подкорректировал» дату.
Мейчен до конца своей жизни ассоциировался с рассказом «Лучники», и, хотя сам он считал этот рассказ плохим, именно он принёс ему невиданную популярность во времена Первой мировой войны. Интерес к легенде об ангелах Монса возродился в 1980-е годы, особенно в США среди разных протестантских церквей и псевдохристианских движений Нью-эйдж. В книгах и журналах стали снова публиковаться художественные произведения на тему того, как ангелы или призраки спасали британских солдат в бою от гибели или разгрома. Джеймс Рэнди и ряд других скептиков утверждали, что рассказ Мейчена стал идеальным примером того, как суеверные и верящие в сверхъестественное люди могут уверовать в реальность тех или иных событий с помощью шатких доказательств. Отсылки на легенду об ангелах Монса встречаются во многих произведениях мировой массовой культуры, а клуб «Друзей Артура Мейчена» публикует статьи о том, как ведётся рассмотрение легенды об ангелах Монса и её изучение.
Согласно книге «Новая инквизиция» Роберта Антона Уилсона, среди полков, которые видели то возникавшие, то исчезавшие фигуры ангелов, упоминается иронически и Чеширский полк как отсылка к Чеширскому Коту из «Алисы в стране чудес».

### Дело Уильяма Дойджа
В 2001 году в газете «The Sunday Times» появилась заметка о том, что были найдены дневник, фильм и фотографии, которые подтверждали существование ангелов Монса. Они якобы принадлежали британскому солдату Уильяму Дойджу (англ. William Doidge). В заметке утверждалось, что Дойдж, знакомый с одним из солдат армии США, видел в Вудчестерском особняке того самого ангела, а Марлон Брандо и Тони Кэй даже собирались потратить 350 тысяч фунтов стерлингов на то, чтобы выкупить материалы и экранизировать события. Журнал «Variety» и газета «Los Angeles Times», равно как и другие телепередачи, раскрутили популярность заметки, а позже даже появился сайт. Фотографии были, по некоторым данным, найдены в магазине антиквариата Дэнни Салливаном в Монмауте, недалеко от Карлеона, где родился Артур Мейчен. Однако в 2002 году Салливан сознался, что все материалы — фальшивка, солдата с подобным именем не существовало, а сам он хотел пробудить интерес к Вудчестерскому особняку (в интервью BBC Radio в программе «The Making of an Urban Myth»).

### Культурные отсылки
- В мюзикле 1963 года Джоан Литлвуд «Ах, какая прелестная война!» священник проводит службу в разрушенной церкви и молит Господа о том, чтобы ангелы Монса снова появились на земле.
- Фильм 1997 года «Волшебная история[англ.]», основанный на легенде о феях из Коттингли, содержит момент на заседании Теософского общества, когда один из участников утверждает, что видел ангелов Монса.
- В комиксе «Лига выдающихся джентльменов: Чёрное досье[англ.]» появляется Орландо, главный герой одноимённого романа Вирджинии Вулф, который рассказывает, что видел лучников Азенкура на поле боя при Монсе.
- В серии комиксов «Прометея[англ.]» Маргарет, прежнее воплощение Прометеи, говорит, что она и ангелы Монса были единственными, кто мог утешить молодых солдат, страдавших от ужасов окопной войны, а в одном из фрагментов она отводит раненого солдата домой.
- В романе Дэна Абнетта «Создатель Призраков» из серии «Призраки Гаунта» по вселенной Warhammer 40,000 (2000 год) снайперу даёт наставления статуя Имперской Святой.
- В историческом романе «Рэйф и ангелы Монса» (англ. Raiffe and the Angels of Mons) 2013 года есть отсылка к явлениям во время битвы при Монсе.
- Американская рок-группа «Explosions in the Sky», выпустившая в 2001 году альбом «Those Who Tell the Truth Shall Die, Those Who Tell the Truth Shall Live Forever[англ.]», заявила, что оформление альбома было навеяно легендой об ангелах Монса.
- В начале фильма «Эд Вуд» главный герой пишет пьесу по мотивам легенды об ангелах Монса.
- 2-я серия британского телесериала «Демоны[англ.]» под названием «Вся Энчилада» (англ. The Whole Enchilada) содержит отсылку, в которой сотни солдат на Западном фронте Первой мировой войны видят ангелов.
- Упоминание в рассказе Агаты Кристи «Гончая смерти» из одноимённого сборника (отчасти легенда служила вдохновением).
- Инструментальная композиция «Clocks — The Angel of Mons» на сольном альбоме «Spectral Mornings[англ.]» гитариста группы Genesis Стива Хэкетта 1979 года и песня с того же альбома «Tigermoth», исполняемая от имени призрака.
- Роман Робина Беннетта 2013 года «Ангел Монса» (англ. Angel of Mons), в котором школьник, посещающий во время экскурсии поля сражений, видит загадочные флэшбеки событий сражения при Монсе.
- Роман Синтии Хэнд 2010 года «Неземное» (англ. Unearthly).
- Главный герой телесериала «Вечный закон[англ.]» — ангел Зак Гист, утверждающий, что является ангелом Монса и что он спас многих солдат, поскольку не вынес мысли о том, что все они погибнут в битве.
- Роман Дэвида Митчелла 2004 года «Облачный атлас», история «Письма из Зедельгема»: Роберт Фробишер пишет пьесу «Ангел Монса».
- Роман Терри Пратчетта и Стивена Бакстера 2015 года «Бесконечная Утопия[англ.]», в котором ангелы Монса представляют собой специальную группу «шаговиков» — людей, способных перемещаться в параллельные миры — и с помощью своих возможностей спасают раненых, перенося их в безопасное место.
- Роман К. Дж. Чарльза 2017 года «Теневой остров»: события на Монсе — первая большая битва Тайной войны, тайного конфликта между волшебниками, помогающими армиям простых смертных; в ходе битвы британские маги осуществляют массовый призыв на поле боя ангелов.